# (3235) Melchior
(3235) Melchior es un asteroide perteneciente al cinturón de asteroides, descubierto el 6 de marzo de 1981 por Henri Debehogne y el también astrónomo Giovanni de Sanctis desde el Observatorio de La Silla, Chile.

## Designación y nombre
Designado provisionalmente como 1981 EL1. Fue nombrado Melchior en  honor al matemático belga Paul Jacques Léon Melchior.